# Audrey Tcheuméo
Audrey Tcheuméo, född den 20 april 1990 i Bondy, Frankrike, är en fransk judoutövare.
Hon tog OS-brons i damernas halv tungvikt i samband med de olympiska judotävlingarna 2012 i London.
Vid olympiska sommarspelen 2016 i Rio de Janeiro tog hon en silvermedalj i halv tungvikt.